# Kvarnbacken, Lidköpings kommun
Kvarnbacken är en småort i Lidköpings kommun, belägen i Sunnersbergs socken på halvön Kålland.